# Turf Moor
Turf Moor är en fotbollsarena i Burnley i Lancashire i England. Den är hemmaarena för Burnley, som har spelat där sedan de flyttade från Calder Vale 1883.
Arenan, som ligger på Harry Potts Way, har en kapacitet på 21 401 åskådare, varav alla sittande. Det var en av de sista kvarvarande arenorna i England att ha spelargång och omklädningsrum bakom ett av målen, innan det gjordes om inför säsongen 2014/15. Området bestod ursprungligen bara av en cricketpitch och den första läktaren byggdes inte förrän 1885. Sex år efter detta restes läktaren kallad Star Stand och ståplatsläktare anlades senare i planens ändar. Efter andra världskriget byggdes arenans alla fyra läktare om. Under 1990-talet genomgick arenan ytterligare renovering när ståplatsläktarna Longside och Bee Hole End ersattes av sittplatsläktare. För närvarande är de fyra läktarna på Turf Moor James Hargreaves Stand, Jimmy McIlroy Stand, Bob Lord Stand och Cricket Field Stand.

## Historia
Burnley spelade sin första match på arenan den 17 februari 1883 och förlorade med 6-3 mot Rawtenstall. När prins Albert Victor öppnade ett nytt sjukhus i Burnley 1886 blev Turf Moor första fotbollsplanen att få besök av en medlem av den brittiska kungafamiljen. Den första Football League-matchen på arenan ägde rum den 6 oktober 1888 med Fred Poland som första målskytt på stadion. Publikrekordet på Turf Moor sattes 1924 då 54 755 personer närvarade på en FA-cupmatch mellan Burnley och Huddersfield Town. Under samma år var Turf Moor värd för sin enda FA-cupsemifinal hittills. År 1927 var stadion värd för en landskamp mellan England och Wales. Sedan dess har arenan varit värd för matcher i U-19- och U21-EM. 
Under 2007 presenterades planer för utbyggnad av Turf Moor. Burnleys direktörer föreslog en betydande utveckling av arenan till en kostnad av drygt 20 miljoner pund. Planerna, som skulle införliva ombyggnation av Cricket Field Stand och en flyttning av spelargången, lades på is på grund av den rådande finanskrisen. År 2009, efter Burnleys avancemang till Premier League, presenterades planer på en påbyggnation av en andra våning på Bob Lord-läktaren. Direktör Paul Fletcher uppgav att den förväntade kapaciteten på Turf Moor så småningom skulle bli 28 000. Efter klubbens degradering från Premier League har dock dessa planer lagts på is på obestämd tid.